# جان ملویل

جان مولویل، چشم‌انداز (۱۹۳۷)، آبرنگ و گچ بر روی کاغذ

جان ملویل (انگلیسی: John Melville; ۲۵ اوت ۱۹۰۲ – ۸ دسامبر ۱۹۸۶) نقاش فراواقع‌گرایی اهل بریتانیا بود.